# Матилда од Тоскане
Матилда од Каносе или Матилда од Тоскане (1046. - 24. јул 1115) је била грофица Тоскане од 1076. године до своје смрти. Била је један од најзначајнијих учесника сукоба око инвеституре, држећи страни папи Гргуру VII.

## Биографија

### До доласка на власт
Рођена је 1046. године у Мантови, престоници Тосканске маркгрофовије. Била је ћерка Бонифација III од Тоскане и Беатриче од Лорене, ћерке Фридриха II од Лорене и Матилде Швапске. Бонифације је убијен 1052. године. Након смрти старијег брата и сестре, Матилда је остала једина наследница поседа породице Атони, коју је основао њен деда Ато Адалберт. Две године касније, Беатриче, Матилдина мајка, удала се за Жофроа од Лорене, непријатеља светоримског цара Хенрика III. Хенрик је напао Тоскану и заробио Беатриче и Матилду 1055. године. Ослобођене су мало пред смрти самог немачког цара. Када је Жофроа умро 1069. године, Матилда се удала за његовог сина Годфрија IV од Лорене. Њихово дете умрло је као новорођенче, након чега се Матилда вратила у Италију. Владала је са мајком Беатриче до њене смрти 1076. године.

### Самостална владавина
Након мајчине смрти 1076. године, Матилда је самостално овладала Тосканском марком. Њен отац Бонифације био је дугогодишњи савезник немачких царева. Матилда се, међутим, у предстојећем сукобу цара и папе, сврстала на страну папства. Постала је близак сарадник папе Гргура VII, предводећи побуне против власти Хенрика IV у Италији. Значајан догађај из сукоба за инвеституру, шетња до Каносе, догодила се на територији Тосканске марке. Папа Гргур се налазио у посети Матилдином замку у Каноси, где је Хенрик дошао да се јавно покаје (јануар 1077). Међутим, Хенрик је убрзо наставио да ратује против папе, те се и Матилда од 1080. до 1106. године налазила у константом рату са царем. Суочена са моћнијим противником, грофица је принуђена да се одрекне свих области, сем града Фиренце. Матилда је новчано помагала папу у борби против немачког цара. Године 1082. она је за те сврхе послала велику количину злата из Каносе у Рим.
Матилда се 1089. године удала за седамнаестогодишњег Велфа од Баварске и Корушке. Грофица је тада имала 43 године. Био је то повод Хенрику да Велфовој породици Есте одузме неке поседе. Матилда је охрабривала Хенриковог сина Конрада да подигне побуну против оца 1093. године. Такође му је помагала да понесе круну краља Италије. Мир између Хенриковог наследника, Хенрика V и Матилде закључен је тек 1110. године. Матилда је умрла пет година касније. Сахрањена је у близини Мантове. Папа Урбан VIII пренео је 1634. године њено тело у Рим, у цркву Светог Петра.